# Sergey
Sergey es una comuna suiza perteneciente al distrito de Jura-Nord vaudois en el cantón de Vaud.
En 2014 tiene 145 habitantes en una superficie de 1,46 km².
La localidad se menciona por primera vez 1321 como Sergeys. Inicialmente estuvo vinculada al señorío de La Mothe.
Se sitúa a medio camino entre Yverdon-les-Bains y la frontera con Francia.

## Demografía
Evolución demográfica: